# Campeonato Mundial de Tiro con Arco al Aire Libre de 1948
El XII Campeonato Mundial de Tiro con Arco al Aire Libre se celebró en Londres (Reino Unido) entre el 12 y el 19 de agosto de 1948 bajo la organización de la Federación Internacional de Tiro con Arco (FITA) y la Federación Británica de Tiro con Arco.

## Medallistas

### Masculino
| Evento                  | Oro                                                   | Plata                                                     | Bronce                                                 |
| ----------------------- | ----------------------------------------------------- | --------------------------------------------------------- | ------------------------------------------------------ |
| Arco recurvo individual | Hans Deutgen · Suecia                                 | Einar Tang-Holbæk Dinamarca                               | Josef Brejcha Checoslovaquia                           |
| Arco recurvo por equipo | Hans Deutgen · Tage Ljungkvist · Erik Trolle · Suecia | Einar Tang-Holbæk Arne Vangbæk Henning Petersen Dinamarca | Josef Brejcha Václav Karola Josef Kasal Checoslovaquia |

### Femenino
| Evento                  | Oro                                                       | Plata                                                             | Bronce                                                 |
| ----------------------- | --------------------------------------------------------- | ----------------------------------------------------------------- | ------------------------------------------------------ |
| Arco recurvo individual | Petronella de Wharton-Burr Reino Unido                    | Dana Picková Checoslovaquia                                       | Helena Šáchová Checoslovaquia                          |
| Arco recurvo por equipo | Dana Picková Helena Šáchová Marta Resslová Checoslovaquia | Petronella de Wharton-Burr Philome Dames F. L. Bilson Reino Unido | Sofia Rasmussen Benny Henriksen Ketty Madsen Dinamarca |

## Medallero
| Núm. | País           | Oro | Plata | Bronce | Total |
| ---- | -------------- | --- | ----- | ------ | ----- |
| 1    | Suecia         | 2   | 0     | 0      | 2     |
| 2    | Checoslovaquia | 1   | 1     | 3      | 5     |
| 3    | Reino Unido    | 1   | 1     | 0      | 2     |
| 4    | Dinamarca      | 0   | 2     | 1      | 3     |
|      | TOTAL          | 4   | 4     | 4      | 12    |